# Laigny
Laigny är en kommun i departementet Aisne i regionen Hauts-de-France i norra Frankrike. Kommunen ligger  i kantonen Vervins som ligger i arrondissementet Vervins. År 2022 hade Laigny 184 invånare.

## Befolkningsutveckling
Antalet invånare i kommunen Laigny
Referens: INSEE